# Koto ovvero i giovani amanti dell'antica città imperiale
Koto ovvero i giovani amanti dell'antica città imperiale è un romanzo dello scrittore giapponese poi Premio Nobel per la letteratura Yasunari Kawabata, pubblicato nel 1962; e poi tradotto in italiano, inizialmente con il titolo Koto, nel 1968.

## Trama
Il destino delle due sorelle Chieko e Naekò è diviso senza rimedio. Chieko è una trovatella, una ragazza abbandonata dai genitori e che viene adottata da un ricco mercante di Kyoto; mentre Naekò, dopo la morte del padre, lavora nei boschi come operaia. Le due ragazze s'incontrano, si sentono attratte l'una verso l'altra, sognano di vivere insieme, ma la diversità di educazione e di stato sociale, il probabile matrimonio che attende Chieko rendono impossibile questo sogno di riunione fraterna, di solidarietà e di affetto. L'analisi sottile e delicatissima dei sentimenti, suggeriti più che espressi, il gusto raffinato della natura e del paesaggio intesi come opera d'arte, lo sfondo suggestivo di Kyoto, la città dei santuari, danno a questo libro il fascino prezioso della tradizione artistica e letteraria giapponese.

## Opere derivate
- Nel 1963 il romanzo è stato adattato nel film Koto (titolo in inglese Twin Sisters of Kyoto), diretto da Noboru Nakamura[1][2].
- Nel 1980, è stato realizzato un secondo adattamento dal titolo Koto (in inglese Ancient City)[3], diretto da Kon Ichikawa e con la partecipazione dell'autore alla sceneggiatura[4].
- Nel 2016 esce un terzo adattamento del romanzo, Koto (titolo inglese The Old Capital), diretto da Yuki Saito[5][6].

## Edizioni in italiano
- Yasunari Kawabata, Koto, traduzione di Mario Teti, Milano: Rizzoli, 1968
- Yasunari Kawabata, Koto, ovvero I giovani amanti dell'antica città imperiale, traduzione di Mario Teti, Milano: Biblioteca universale Rizzoli, 1974, poi 1997
- Yasunari Kawabata, Koto, ovvero I giovani amanti dell'antica citta imperiale, prefazione di Mario Luzi; traduzione di Mario Teti, Milano: Rizzoli, 1982